# Emmanuel Poncelet
Emmanuel Jules Eugène Poncelet (Neufchâteau, 25 december 1902 - 18 januari 1981) was een Belgisch senator en burgemeester voor de PSC.

## Levensloop
Poncelet werd notaris.
Hij werd in 1946 gemeenteraadslid en in 1947 burgemeester van Nassogne.
Van 1946 tot 1956 was hij ook provincieraadslid voor de provincie Luxemburg.
In 1956 werd hij senator voor het arrondissement Aarlen, in opvolging van de overleden Arsène Gribomont. Hij oefende het mandaat uit tot in 1961.